# Torre de Son Galceran
La Torre de Valldemossa, dita també Torre de Son Galceran, Torre de la Trinitat i Talaia de les Pites (popularment de ses Pites), és una torre de guaita del terme de Valldemossa (Mallorca) situada a la possessió homònima. Està declarada Bé d'Interès Cultural.
Formava part d'un extens sistema de vigilància i senyalització de tota la costa mallorquina per combatre la pirateria, i tenia la funció de rebre i enviar senyals amb la Torre de Banyalbufar i la Torre Picada. Era una torre de vigilància, i no disposava d'artilleria. Va ser construïda a final del segle xvi.

## Descripció
Construïda amb pedra i morter, està conformada per un cos cilíndric. A diferència de totes les altres torres de la mateixa tipologia, en què el cos inferior és massís, la torre està conformada per tres nivells: una cambra inferior, una cambra superior i el terrat. La part inferior té un portal a peu pla que condueix a una cambra amb volta de mitja esfera, una fornícula i un forat a la volta per accedir al nivell superior. Aquesta part superior té també un portal, a cinc metres d'altura, al qual s'accedia per una escala de braó, i una cambra, també amb volta semiesfèrica i amb una finestra orientada a mestral. Al terrat s'accedeix per un forat a la volta, que era cobert per un porxo, i té un matacà per defensar el portal, i el parapet és a barbeta.

## Història
El 1552, en un context en què l'amenaça corsària anava a l'alça, Valldemossa patí un atac el 1552 que alertà la població, i el 1557 el virrei Miquel de Montcada ordenà als jurats de Valldemossa de construir una talaia. El 1579, la torre era enllestida. El 1655, va patir unes obres en què s'obrí la finestra de la primera planta, s'adobà el portal d'entrada, es feu el porxo nou i s'obriren quatre fornícules per tenir-hi les armes, a més de reparar-ne el parament. El 1810, es feu una nova reparació, atès que una part del parament s'havia esfondrat.
El 1876, la torre es considerà innecessària, i el 1878 l'Arxiduc Lluís Salvador la va comprar en subhasta. L'Arxiduc la convertí en habitatge, amb la construcció de nous edificis, en els quals es va allotjar l'emperadriu Sissí de Baviera, cosina de l'Arxiduc. Al segle xx va ser adquirida per la família March. Està declarada Bé d'Interès Cultural, tot i l'oposició del seu propietari.